# 克朗 (密蘇里州)
克朗（英語：Crown）是位於美國密蘇里州韋伯斯特縣的非建制地區。

## 歷史
克朗的郵局於1892年設立，其後於1906年停運。

## 地理
克朗所處的海拔為高於海平面399米（即1309英呎），而該地所採用的時區為UTC-6，即北美中部時區（CST）。同時該地設有夏令時間，為UTC-6調快一小時，即UTC-5（CDT）。